# Neoleria buccata
Neoleria buccata är en tvåvingeart som beskrevs av Leander Czerny 1924. Neoleria buccata ingår i släktet Neoleria och familjen myllflugor. Inga underarter finns listade i Catalogue of Life.